# Струмяни (Ґостинський повіт)
Струмяни (пол. Strumiany, нім. Steinort) — село в Польщі, у гміні Борек-Велькопольський Гостинського повіту Великопольського воєводства.
Населення — 141 особа (2011).
У 1975-1998 роках село належало до Лешненського воєводства.

## Демографія
Демографічна структура станом на 31 березня 2011 року:
|          | Загалом | Допрацездатний вік | Працездатний вік | Постпрацездатний вік |
| -------- | ------- | ------------------ | ---------------- | -------------------- |
| Чоловіки | 69      | 14                 | 46               | 9                    |
| Жінки    | 72      | 13                 | 39               | 20                   |
| Разом    | 141     | 27                 | 85               | 29                   |